# Safe Technologies
Safe Technologies SA – polska spółka akcyjna prowadząca Publiczne Centrum Certyfikacji CenCert, z siedzibą w Raszynie należąca do Grupy Kapitałowej Comp. W obecnej formie prawnej spółka działa od 2007 roku przekształcona z ZK Technologie Stosowane sp. z o.o.  Decyzją Ministra Gospodarki, we wrześniu 2009 roku, Safe Technologies uzyskało wpis do rejestru kwalifikowanych podmiotów świadczących usługi certyfikacyjne.
Od września 2009 firma, jako jedna z czterech w Polsce (obok Krajowej Izby Rozliczeniowej SA, Polskiej Wytwórni Papierów Wartościowych SA i Unizeto Technologies SA) oferuje rozwiązania i usługi związane z kwalifikowanym podpisem elektronicznym.